# Municipio de Warren (condado de Wayne)
El municipio de Warren (en inglés: Warren Township) es un municipio ubicado en el condado de Wayne en el estado estadounidense de Iowa. En el año 2010 tenía una población de 655 habitantes y una densidad poblacional de 7 personas por km².

## Geografía
El municipio de Warren se encuentra ubicado en las coordenadas 40°40′47″N 93°22′49″O / 40.67972, -93.38028. Según la Oficina del Censo de los Estados Unidos, el municipio tiene una superficie total de 93.55 km², de la cual 92,93 km² corresponden a tierra firme y (0,66 %) 0,62 km² es agua.

## Demografía
Según el censo de 2010, había 655 personas residiendo en el municipio de Warren. La densidad de población era de 7 hab./km². De los 655 habitantes, el municipio de Warren estaba compuesto por el 99,39 % blancos, el 0,15 % eran amerindios y el 0,46 % eran de una mezcla de razas. Del total de la población el 0,15 % eran hispanos o latinos de cualquier raza.